# Live at Wembley '86
Live at Wembley '86 je dvostruki live album Britanskog rock sastava Queen snimljen 12. lipnja 1986. godine na Wembley Stadiumu, London, Engleska. Album je objavljen 26. svibnja 1992. godine. DVD izdanje pod nazivom Queen Live at Wembley Stadium objavljeno je u srpnju 1993. godine.

## Disk 1
1. One Vision (Queen) – 5:50
2. Tie Your Mother Down (May) – 3:52
3. In the Lap of the Gods...Revisited (Mercury) – 2:44
4. Seven Seas of Rhye (Mercury) – 1:19
5. Tear It Up (May) – 2:12
6. A Kind of Magic (Roger Taylor) – 8:41
7. Under Pressure (Queen, David Bowie) – 3:41
8. Another One Bites the Dust (Deacon) – 4:54
9. Who Wants to Live Forever (May) – 5:16
10. I Want to Break Free (Deacon) – 3:34
11. Impromptu (Queen) – 2:55
12. Brighton Rock Solo (May) – 9:11
13. Now I'm Here (May) – 6:19

## Disk 2
1. Love of My Life (Mercury) – 4:47
2. Is This the World We Created? (Mercury - May) – 2:59
3. (You're So Square) Baby I Don't Care (Jerry Leiber - Mike Stoller) – 1:34
4. Hello Mary Lou (Goodbye Heart) (Gene Pitney) – 1:24
5. Tutti Frutti (Little Richard) – 3:23
6. Gimme Some Lovin' (Steve Winwood - Spencer Davis - Muff Winwood) – 0:55
7. Bohemian Rhapsody (Mercury) – 5:50
8. Hammer to Fall (May) – 5:36
9. Crazy Little Thing Called Love (Mercury) – 6:27
10. Big Spender (Dorothy Fields - Cy Coleman) – 1:07
11. Radio Ga Ga (Taylor) – 5:57
12. We Will Rock You (May) – 2:46
13. Friends Will Be Friends (Mercury - Deacon) – 2:08
14. We Are the Champions (Mercury) – 4:05
15. God Save the Queen (arr. May) – 1:27

## Bonus dodatak na izdanju "Hollywood Records"-a iz 2003.
1. A Kind of Magic (uživo 11. lipnja 1986. Wembley Stadium, London, Engleska)
2. Another One Bites the Dust (uživo 11. lipnja 1986. Wembley Stadium, London, Engleska)
3. Crazy Little Thing Called Love (uživo 11. lipnja 1986. Wembley Stadium, London, Engleska)
4. Tavaszi szél vízet áraszt (uživo 27. srpnja "Nep" stadion, Budimpešta, Mađarska)

## Pjesme
Disk 1 
1. One Vision (Mercury - May - Taylor - Deacon) – Objavljena 1986. godine na albumu A Kind of Magic
2. Tie Your Mother Down (May) – Objavljena 1976. godine na albumu A Day at the Races
3. In the Lap of the Gods...Revisited (Mercury) – Objavljena 1974. godine na albumu Sheer Heart Attack
4. Seven Seas of Rhye (Mercury) – Objavljena 1974. godine na albumu Queen II
5. Tear It Up (May) – Objavljena 1984. godine na albumu The Works
6. A Kind of Magic (Roger Taylor) – Objavljena 1986. godine na albumu A Kind of Magic
7. Under Pressure (Mercury - May - Deacon - Taylor - Bowie) – Objavljena 1982. godine na albumu Hot Space
8. Another One Bites the Dust (Deacon) – Objavljena 1979. godine na albumu The Game
9. Who Wants to Live Forever (May) – Objavljena 1986. godine na albumu A Kind of Magic
10. I Want to Break Free (Deacon) – Objavljena 1984. godine na albumu The Works
11. Impromptu (Queen) –
12. Brighton Rock Solo (May) – Objavljena 1974. godine na albumu Sheer Heart Attack
13. Now I'm Here (May) - Objavljena 1974. godine na albumu Sheer Heart Attack

 Disk 2 
1. Love of My Life (Mercury) – Objavljena 1975. godine na albumu A Night at the Opera
2. Is This the World We Created? (Mercury - May) – Objavljena 1984. godine na albumu The Works
3. (You're So Square) Baby I Don't Care (Jerry Leiber - Mike Stoller) – Napisana 1957. godine, izvodili su je Cliff Richard, Buddy Holly, Elvis Presley i razni drugi izvođači.
4. Hello Mary Lou (Goodbye Heart) (Gene Pitney) – Objavljena 1961. godine, izvođač je Ricky Nelson
5. Tutti Frutti (Little Richard) – Objavljena 1955. godine, izvođač Little Richard
6. Gimme Some Lovin' (Steve Winwood - Spencer Davis - Muff Winwood) – Objavljena 1966. godine, izvođač "The Spencer Davis Group"
7. Bohemian Rhapsody (Mercury) – Objavljena 1975. godine na albumu A Night at the Opera
8. Hammer to Fall (May) – Objavljena 1984. godine na albumu The Works
9. Crazy Little Thing Called Love (Mercury) – Objevljena 1980. godine na albumu The Game
10. Big Spender (Dorothy Fields - Cy Coleman) – Objavljena 1967. godine, izvođač Shirley Bassey
11. Radio Ga Ga (Taylor) – Objavljena 1984. godine na albumu The Works
12. We Will Rock You (May) – Objavljena 1977. godine na albumu News of the World
13. Friends Will Be Friends (Mercury - Deacon) – Objavljena 1986. godine na albumu A Kind of Magic
14. We Are the Champions (Mercury) – Objavljena 1977. godine na albumu News of the World
15. God Save the Queen (arr. May) – Objavljena 1975. godine na albumu A Night at the Opera